# Magical Girl Site
Mahou Shoujo Site (яп. 魔法少女サイト Махо: Сё:дзё Саито, Сайт девочек-волшебниц) — манга Кэнтаро Сато, выходящая с 4 июля 2013 года по 1 августа 2019 года. 7 апреля 2018 года состоялась премьера аниме-адаптации манги.

## Сюжет
Главная героиня истории, Ая Асагири, подвергается издевательствам со стороны одноклассниц и старшего брата. Желая изменить свою жизнь, ученица находит сайт волшебниц и на следующий день получает волшебную палочку, представленную в виде пистолета. Асагири убивает учеников, которые унижали её, и узнаёт от одноклассницы, Цуюно, о судьбах девочек, имеющих палочки. Благодаря полученной экипировке волшебницы могут исполнять необходимые желания, однако лишаются жизненной силы, используя орудия. Спустя некоторое время становится известно о катастрофе вселенского масштаба, которой может воспрепятствовать вмешательство девушек, имеющих магические способности. Ая и Цуюно пытаются найти сторонниц, чтобы предотвратить уничтожение человечества.

## Основные персонажи
Ая Асагири  (яп. 朝霧 彩) — главная героиня. Является жертвой издевательств со стороны старшего брата и одноклассниц. Застенчива, не уверена в себе и до встречи с Яцумурой мечтает о самоубийстве. Её палочка представлена в виде пистолета, выстрел из которого перемещает жертву в указанное место. Красная метка-индикатор в форме сердца появляется на запястье. После беседы с Цуюно становится жизнерадостной и начинает бороться за права волшебниц. Чувствует ответственность за гибель Анадзавы.
Сэйю: Оно Юко
Цуюно Яцумура (яп. 奴村 露乃) — подруга и одноклассница Аи. Замкнута и эгоцентрична. Использует магические способности ради убийства людей, которых считает бесполезными. Её семья была убита грабителем, которого Яцумура поймала и подвергала пыткам при помощи волшебной палочки. Сотрудничает с Асагири и остальными волшебницами. При помощи палочки-смартфона Цуюно способна останавливать время. Метка-индикатор желтого цвета имеет форму полумесяца.
Сэйю: Химика Аканэйя
Рина Сиой (яп. 潮井 梨ナ) — охотница, ранее собиравшая информацию о сайте волшебниц и работавшая в команде с Цуюно. Жестока и кровожадна, ради собственного благополучия привыкла жертвовать чужими жизнями. Чтобы пережить катастрофу, начала воровать палочки убитых ею волшебниц. Желая скрыться от Яцумуры, Рина изменила внешность с помощью одного из украденных орудий, приняв облик старшей сестры Сарины. До того, как стала охотницей, получила палочку-молот с меткой в виде ромба, способной уничтожить предметы различной степени твердости.
Сэйю: Судзуки Айна
Сарина Сидзукума (яп. 雫芽 さりな) − одноклассница Аи. Упорна, ради достижения желаемой цели способна пожертвовать собственным благополучием. Вместе с подругами издевалась над Асагири. После гибели соратниц посчитала девушку виновной в произошедшем и попыталась нанести увечье, однако потерпела неудачу из-за вмешательства Цуюно. Её палочка представлена в виде йо-йо.
Сэйю: Харука Ямадзаки
Нана (яп. 漆) − администратор сайта волшебниц, используемого героинями. Когда выясняется правда о катастрофе, решает уничтожить подопечных вместе с заведующими остальных сетей.
Сэйю: Рюсэй Накао
Анадзава Нидзимин (яп. 穴沢 虹海) — айдол и одноклассница Аи и Цуюно. Легкомысленна и наивна, однако имеет темную сторону и не способна сдерживать эмоции. Желает убить Сиой, являющуюся виновной в гибели подруги Анадзавы. С детства любит выступать на сцене. В прошлом потеряла своего отца, задолжавшего крупную сумму денег. Её волшебная палочка представлена в виде панцу. Благодаря полученному атрибуту героиня способна подчинять окружающих собственной воле.
Сэйю: Ю Сэридзава
Киёхара Суирэндзи (яп. 水蓮寺 清春) — одноклассница Амагаи. Трансгендерная девушка, которая по причине своей трансгендерности подвергается нападкам. Общительна и доброжелательна, однако имеет цель отомстить своим обидчикам. Её волшебная палочка — кольцо, благодаря которому она способна вторгаться в разум других людей. Использует тот же сайт волшебниц, что и Косамэ.
Сэйю: Эрико Мацуи
Косамэ Амагаи (яп. 雨谷 小雨) — одноклассница Киёхары. Слабохарактерная волшебница, страдающая мазохизмом. Использует психотропные вещества, чтобы остановить панические атаки. Её палочка представлена в виде канцелярского ножа. Нанося себе увечья, Амагаи использует свою кровь, желая исцелить пострадавшего человека. Тем не менее, несмотря на исчезновение ран, пациент не сможет прожить долгую жизнь. Косамэ исцеляет Аю и Цуюно, сражавшихся с Сариной, а также помогает Сиой. Использует сайт волшебниц, которым заведует другой администратор.
Сэйю: Юми Хара
Микари Идзумигаминэ (яп. 泉ヶ峰 みかり) — наследница богатой семьи. Имеет садистские наклонности. Её волшебной палочкой является метла, позволяющая левитировать. Желая узнать правду об администраторах, присоединяется к волшебницам. Использует тот же сайт, что и Косамэ с Киёхарой.
Сэйю: Каэдэ Хондо
Асахи Такигути (яп. 滝口 あさひ) — спортсменка, пользующаяся популярностью. Получила свою палочку с того же сайта, что и Косамэ. Её орудие представлено в виде ожерелья, улучшающего физические способности.
Сэйю: Линн
Саюки Ринга (яп. 燐賀 紗雪) — дочь главы клана якудза. Целеустремленна, заботится о подругах. Её палочкой является катана,которая превращает всё в лёд.
Сэйю: Мао Итимити
Асагири Канамэ (яп. 朝霧 要) − старший брат Аи. На первый взгляд добр и честен, но это лишь маска, скрывающая истинную натуру эгоистичного Канамэ. Из-за строгости отца издевается над Аей, пытаясь сорвать гнев на ней. Прикладывает необходимые усилия, намереваясь поступить в Токийский университет. Узнаёт о сайте, после чего начинает встречаться с Анадзавой и крадёт её палочку и убивает преследовавшего его фаната Нидзимин. В дальнейшем предпринимает попытку напасть на волшебниц, но терпит неудачу.
Сэйю: Нобухико Окамото

## Манга
Манга «Mahou Shoujo Site» публикуется в Champion Tap с июля 2013 года. В США и Канаде произведение лицензируется издательством Seven Seas Entertainment.

### Список томов
| №  | Японская          | Японская               | Английская        | Английская              |
| №  | Дата публикации   | ISBN                   | Дата публикации   | ISBN                    |
| -- | ----------------- | ---------------------- | ----------------- | ----------------------- |
| 1  | 7 марта, 2014     | ISBN 978-4-253-22401-7 | 21 февраля, 2017  | ISBN 978-1-626924-76-05 |
| 2  | 8 сентября, 2014  | ISBN 978-4-253-22402-4 | 2 мая, 2017       | ISBN 978-1-626924-84-00 |
| 3  | 6 марта, 2015     | ISBN 978-4-253-22403-1 | August 1, 2017    | ISBN 978-1-626925-16-08 |
| 4  | 6 ноября, 2015    | ISBN 978-4-253-22404-8 | 7 ноября, 2017    | ISBN 978-1-626925-80-09 |
| 5  | 8 апреля, 2016    | ISBN 978-4-253-22405-5 | February 13, 2018 | ISBN 978-1-626926-90-05 |
| 6  | 8 сентября, 2016  | ISBN 978-4-253-22406-2 | 15 мая, 2018      | ISBN 978-1-626927-82-07 |
| 7  | September 8, 2017 | ISBN 978-4-253-22407-9 | 25 сентября, 2018 | ISBN 978-1-626928-97-08 |
| 8  | 5 января, 2018    | ISBN 978-4-253-22408-6 | —                 |                         |
| 9  | 8 марта, 2018     | ISBN 978-4-253-22409-3 | —                 |                         |
| 10 | 8 мая, 2018       | ISBN 978-4-253-22410-9 | —                 |                         |

## Аниме
У основного аниме-сериала 12 эпизодов. В основном аниме-сериале одна серия длилась в среднем 25 минут.
6 апреля 2018 - 1 серия - "Magical Girl Site"
13 апреля 2018 - 2 серия - "Tempest"
20 апреля 2018 - 3 серия - "The Princess and the Poisoned Apple"
27 апреля 2018 - 4 серия - "The Successor and the Transfer Student"
4 мая 2018 - 5 серия - "Revenge and Resolve"
11 мая 2018 - 6 серия - "Fake"
18 мая 2018 - 7 серия - "Joint Strategy"
25 мая 2018 - 8 серия - "Last Summer"
1 июня 2018 - 9 серия - "God Won't Abandon Me"
8 июня 2018 - 10 серия - "Breaking"
15 июня 2018 - 11 серия - "The Rebel Girls"
22 июня 2018 - 12 серия - "We are not Unfortunate"
"Резюме сайта волшебниц" - это спец. выпуски аниме сайт волшебниц выходившие на этот ютуб канале Avex Trax.
10 мая 2018 - 1 серия - "джайджест"
13 июня 2018 - 2 серия - "джайджест том 2"

## Критика
Версия на английском языке Mahō Shōjo Saito (Magical Girl Site) получила различные отзывы от критиков. Бриттани Винсент из Japanator сравнила франшизу с Puella Magi Madoka Magica, считая прежнюю «намного мрачнее».